# Miss Brasil Beleza Internacional 2019
Miss Brasil Beleza Internacional 2019 foi a 13ª edição de realização de um concurso específico para a eleição da represente brasileira ao título de Miss Internacional, bem como o 57º ano de participação do Brasil no certame. A competição foi realizada no Theatro Municipal do Rio de Janeiro no dia 5 de setembro com a presença de quinze (15) candidatas representando algumas unidades federativas do País. O evento teve como licenciador nacional Boanerges Gaeta Júnior em parceria com a empresária (e ex-coordenadora do Miss Rio de Janeiro) Susana Cardoso. A catarinense Fernanda Recht, detentora do título no ano anterior, coroou sua sucessora no final da cerimônia, sendo esta a estudante de medicina Carolina Stankevicius, 8ª representante do Estado do Rio de Janeiro a obter o título. Stankevicius representou o Brasil no concurso Miss Beleza Internacional, em Tóquio, no Japão.

## Cidade anfitriã
A cidade do Rio de Janeiro foi a escolhida para ser a anfitriã do concurso. Assim descreveu o evento, a relações públicas Regina Célia Pereira: 
| “ | Minha expectativa para este concurso são as melhores possíveis. Primeiro pelo oferecimento feito pelo governador Wilson Witzel que nos ofereceu o Teatro Municipal do RJ para pela primeira vez apresentar um concurso de miss. Como também por estarmos sendo apoiados pela Secretária de Cultura e Economia Criativa do Estado do Rio de Janeiro através do Secretário Ruan Fernandes Lira. E finalmente pelas belíssimas candidatas de diversos estados brasileiros que farão uma apresentação diferente desfilando acompanhadas de um musical com cantores e bailarinos do Teatro Municipal com o tema ORIGEM e Vale lembrar também das importantes personalidades e autoridades que irão compro o grupo de jurados. | ” |

Regina Célia Pereira.

## Resultados

### Colocações
| Posição   | Estado e Candidata                       |
| Vencedora | - Rio de Janeiro - Carolina Stankevicius |
| 2º. Lugar | - Pernambuco - Isabella Oliveira         |
| 3º. Lugar | - Rio Grande do Sul - Lívia Heinkel      |
| 4º. Lugar | - Minas Gerais - Dulce Torres            |
| 5º. Lugar | - Santa Catarina - Pâmela Calderolli     |

### Prêmios especiais
O concurso distribuiu o seguinte prêmio este ano:
| Prêmio            | Estado e Candidata               |
| Miss Popularidade | - Bahia - Tainara Almeida        |
| Miss Fotogenia    | - Minas Gerais - Dulce Torres    |
| Miss Simpatia     | - Mato Grosso - Luiza Figueiredo |

### Ordem do anúncio

#### Top 05
1. Minas Gerais
2. Rio Grande do Sul
3. Santa Catarina
4. Pernambuco
5. Rio de Janeiro

## Jurados

### Final
Ajudaram a eleger a campeã:
1. Latino, cantor;
2. Fernando Morais, empresário;
3. Drª Alessandra Soares, cirurgiã plástica;
4. Jaqueline Maia, Rainha de Bateria da Estácio de Sá;
5. Bruna Zanardo, Miss Brasil Beleza Internacional 2017;
6. Carol Spíndola, diretora de operações da Bup Group Hotels;
7. Ruan Lira, secretário de turismo do Rio de Janeiro;
8. Eliana Pittman, cantora;
9. Nadja Pessoa, atriz;

## Candidatas
Disputaram o título este ano:
| Estado              | Candidata             | Origem                    | R      |
| Acre                | Juliana Viti          | Rio Branco, AC            | [ 6 ]  |
| Bahia               | Tainara Almeida       | Cruz das Almas, BA        | [ 7 ]  |
| Distrito Federal    | Alessandra Brum       | Taguatinga, DF            | [ 8 ]  |
| Espírito Santo      | Rayane Carminati      | Guarapari, ES             | [ 9 ]  |
| Goiás               | Heloísa Abreu         | Goiânia, GO               | [ 10 ] |
| Mato Grosso         | Luiza Figueiredo      | Tangará da Serra, MT      | [ 11 ] |
| Minas Gerais        | Dulce Torres          | Contagem, MG              | [ 12 ] |
| Pará                | Skarleth David        | Marabá, PA                | [ 13 ] |
| Paraná              | Wanessa Bilk          | Piraquara, PR             | [ 14 ] |
| Pernambuco          | Isabella Oliveira     | Campos dos Goytacazes, RJ | [ 15 ] |
| Rio de Janeiro      | Carolina Stankevicius | Curitiba, PR              | [ 16 ] |
| Rio Grande do Norte | Yasmin Lopes          | Natal, RN                 | [ 17 ] |
| Rio Grande do Sul   | Lívia Heinkel         | Niterói, RJ               | [ 18 ] |
| Santa Catarina      | Pâmela Calderolli     | Concórdia, SC             | [ 19 ] |
| São Paulo           | Jéssica Pedroso       | Piracicaba, SP            | [ 20 ] |

## Histórico

### Substituições
- Goiás - Andressa Morais ► Heloísa Abreu

- Pará - Adriane Gomes ► Skarleth David

### Candidatas em outros concursos
Histórico em concursos de beleza das candidatas:

#### Estaduais
| Miss Bahia BE Emotion - 2019: Bahia - Tainara Almeida (Top 05) - (Representando o município de Cruz das Almas) Miss Distrito Federal BE Emotion - 2014: Distrito Federal - Alessandra Brum (Top 10) - (Representando a região administrativa de Santa Maria) - 2018: Distrito Federal - Alessandra Brum (2º. Lugar) - (Representando a região administrativa de Cruzeiro) Miss Mato Grosso BE Emotion - 2019: Mato Grosso - Luiza Figueiredo (5º. Lugar) - (Representando o município de Tangará da Serra) | Miss Minas Gerais BE Emotion - 2019: Minas Gerais - Dulce Torres (Top 06) - (Representando o município de Contagem) Miss Santa Catarina BE Emotion - 2019: Santa Catarina - Pâmela Calderolli (2º. Lugar) - (Representando o município de Concórdia) |